# LS Studio
Ukrainian Angels Studio, más conocido como LS-Studio o LS-Studios, fue un estudio fotográfico y servicio de suscripción en línea  establecido en Ucrania que creó cientos de miles de fotografías y cientos de vídeos de niñas y adolescentes desnudas. El material se vendió vía Internet desde 2001 hasta agosto de 2004, con miles de suscriptores alrededor del mundo. Durante ese tiempo, el estudio produjo aproximadamente ochenta ediciones o colecciones, organizadas bajo nombres tales como «LS-Magazine», «LS-Island», «LS-Land», «LS-Dreams», «LS-Stars», «LS-Barbie», «LS-Flash», «LS-Girls» y «LS-Fantasy».
Todas las colecciones presentaban a las chicas desnudas, y mientras que las primeras colecciones mostraban a las chicas en poses naturales, en las posteriores estas adoptaban poses sexualmente sugestivas. Muchos sets mostraban trajes hechos especialmente para las chicas. Los escenarios para las fotografías estaban muy bien logrados, en algunos casos con mucho lujo y detalle.
Aproximadamente mil quinientas chicas, con edades entre 8 a 16 años, fueron reclutadas como modelos en las ciudades ucranianas de Kiev, Járkov y Simferópol. En comparación con otro material de la misma índole, las fotografías, foto-historias y, en algunos casos, vídeo-historias, de LS-Studio gozaban de mayor calidad y originalidad. Esto permitió que el sitio llegara a ser la página web de fotografía erótica más popular del mundo, generando cientos de miles de dólares en ganancias durante los 3 años que duró el servicio.

## Redadas y cierre
En 2004, unos meses antes de la primera Revolución naranja, la policía ucraniana allanó los estudios que operaban en las ciudades de Kiev, Járkov y Simferópol. La red de LS-Studios utilizaba una agencia de modelos como fachada, con conocimiento de los padres de las menores involucradas.
El Departamento de Investigación Criminal del Ministerio del Interior realizó los allanamientos. El subjefe del departamento, Vitaly Yarema, dijo que las cuentas bancarias de la agencia, que contenían cientos de miles de dólares, habían sido congeladas.
Las redadas se hicieron después de una investigación conjunta entre la policía ucraniana y la Interpol. En 2005, el Departamento de Estado de los Estados Unidos anunció que había una mayor cooperación entre la policía ucraniana y otras agencias de aplicación de la ley a nivel internacional.
La investigación posterior a las redadas se completó el 6 de abril de 2005.